# Andrea Trepat
Andrea Trepat (Linyola, Pla d'Urgell, 18 de desembre de 1986) és una actriu catalana coneguda per la seva participació en la pel·lícula El club de los incomprendidos i les sèries Gran Hotel i Mar de plástico, ambdues emeses per Antena 3.

## Biografia
Ha fet diversos cursos de formació relacionats amb la interpretació entre els quals destaquen un curs de Meinster en el Waterfront Playhouse Conservatory de Berkeley (Estats Units), a més de diversos cursos de veu i de doblatge. Va començar la seva carrera amb petits papers en sèries com Zoo o Pelotas, on va interpretar personatges episòdics.
La fama li va arribar amb la seva participació en la sèrie de Antena 3 Gran Hotel on va interpretar a Camilla, i amb la pel·lícula El club de los incomprendidos al costat d’Àlex Maruny i Charlotte Vega. El 2016 fitxa per la segona temporada de la sèrie d’Antena 3 Mar de plástico. en la pell de Cristina, una jove il·lusa que, a l'enamorés d'un psicopàtic i manipulador jove, acaba sofrint les conseqüències.

## Filmografia

### Televisió
| Any         | Títol                | Paper              | Cadena               | Notes      |
| ----------- | -------------------- | ------------------ | -------------------- | ---------- |
| 2008        | Zoo                  | Natalia            | TV3                  | 3 episodis |
| 2010        | Pelotas              |                    | TVE                  | 1 episodi  |
| 2011        | Ermessenda           | Elisabet           | TV3                  | Minisèrie  |
| 2013        | Gran Hotel           | Camila             | Antena 3             | Secundària |
| 2016        | Mar de plástico      | Cristina Muñoz     | Antena 3             | Principal  |
| 2020        | Caronte              | Irina Petrenko     | Prime Video i Cuatro | Principal  |
| 2020        | Inés del alma mía    | Asunción           | Prime Video y La 1   | Secundario |
| 2021 - 2022 | Amar es para siempre | Paloma Muñoz Oliva | Antena 3             | Principal  |
| 2023        | Reina Roja           | Sandra             | Prime Video          | Principal  |

### Cinema
| Any  | Títol                         | Papel                         | Director       | Notes        |
| ---- | ----------------------------- | ----------------------------- | -------------- | ------------ |
| 2010 | La vida comença avui          |                               | Laura Mañá     | Figuració    |
| 2014 | Todo parecía perfecto         | Noia                          | Alejo Levis    | Protagonista |
| 2014 | El club de los incomprendidos | Ester                         | Carlos Sedes   | Principal    |
| 2016 | La llave de la felicidad      | Joanna                        | Roger Delmont  | Protagonista |
| 2016 | 100 metres                    |                               | Marcel Barrena | Secundaria   |
| 2020 | Rifkin's Festival             | Assistent de la doctora Rojas | Woody Allen    | Secundària   |
| 2022 | La paradoja de Antares        | Alexandra                     | Luis Tinoco    | Protagonista |

### Curtmetratges
- Playback. Dir. Nico Aguerre
- Que le den por el culo a los Beatles. Dir. Lucía Asencio
- La muerte de Marat. Dir. Patricia Beleña
- Esperanza. Dir. Luke Sommer
- Morir cada día. Dir. Aitor Echevarría
- Domingo astromántico. Dir. David Casademunt y Anna Ferrer
- Tubos temporales. Dir. Jonahatan Millán
- El genet solitari. Dir. Oriol Barberà
- Larga distancia. Dir. Gema Ferraté
- Ojos color océano. Dir. Miriam Cañanamares
- Fin. Dir. Álvaro G. Company

### Websèries
- Èxit (2016)